# Franciszek Klon (powstaniec śląski)
Franciszek Klon (ur. 3 kwietnia 1901 w Rogowie, zm. 1940 w Kalininie) – powstaniec śląski, policjant województwa śląskiego, ofiara zbrodni katyńskiej.
Syn Walentego i Franciszki z domu Sitek. Ukończył 8-klasową szkołę powszechną. Jako ochotnik służył w 167 pułku piechoty Wojska Polskiego (od 12 czerwca 1919 do 18 września 1920). Zwolniony do akcji plebiscytowej na Górnym Śląsku. Komendant rejonu najpierw w Krzyżanowicach a potem w Rogowie Polskiej Organizacji Wojskowej Górnego Śląska (1920–1921). W III powstaniu śląskim organizator a następnie dowódca I baonu 4 pułku strzelców raciborskich.
Ukończył Kurs dla Górnoślązaków żandarmerii krajowej w Cieszynie (4 lutego - 11 kwietnia 1922). Następnie służył jako policjant województwa śląskiego najpierw w I Komisariacie w Królewskiej Hucie (do 7 sierpnia 1922), następnie na Posterunku w Pszowie (do 14 VIII 1925) i Komisariacie w Bielsku (do 1 X 1929). W 1928 awansowany na starszego posterunkowego. Potem był komendantem Posterunku w Ligocie skąd przeniesiony do Komisariatu w Bielsku (1930–1939). 19 lutego 1926 ukończył kurs dla przodowników policji województwa śląskiego w Królewskiej Hucie. W l. 30. starszy posterunkowy w Bielsku. Od 1 lutego 1937 mianowany przodownikiem.
Po wybuchu II wojny światowej ewakuowany do Lwowa. Po wkroczeniu Armii Czerwonej do tego miasta aresztowany i osadzony w obozie w Ostaszkowie. Zamordowany w Kalininie, pochowany w Miednoje.

## Odznaczony
- Odznaka pamiątkowa policji województwa śląskiego (19 czerwca 1932)[7]
- Brązowy Krzyż Zasługi (1938)[8]
- Brązowy Medal za długoletnią służbę (14 maja 1938)[9]